# Rafael Valls Ferri
Rafael Valls Ferri (Cocentaina, 25 de juny de 1987) fou un ciclista valencià, professional des del 2009 fins al 2021.
Després de dues temporades com a ciclista amateur i fent concentracions amb els equips Relax-GAM i Scott-American Beef, passà a professionals en el modest equip Burgos Monumental el 2009. El 2010 fitxà pel Footon-Servetto, de categoria UCI ProTour. La seva primera victòria fou una etapa al Tour de San Luis de 2010.
La seva principal victòria és el Tour d'Oman del 2015, en què també guanyà l'etapa reina de la cursa.

## Palmarès
- 2008
  - 1r al Circuito Guadiana
  - Vencedor d'una etapa de la Volta a Palència
- 2010
  - Vencedor d'una etapa del Tour de San Luis
- 2015
  - 1r al Tour d'Oman i vencedor d'una etapa
- 2019
  - 1r a la Clàssica d'Ordizia

### Resultats al Tour de França
- 2010. 53è de la classificació general
- 2012. 41è de la classificació general
- 2014. Abandona (14a etapa)
- 2015. 78è de la classificació general
- 2020. No surt (2a etapa)

### Resultats al Giro d'Itàlia
- 2011. Abandona (14a etapa)
- 2013. 29è de la classificació general
- 2018. Abandona (10a etapa)
- 2021. 96è de la classificació general

### Resultats a la Volta a Espanya
- 2012. Abandona (14a etapa)